# 로체스터 (미시간주)

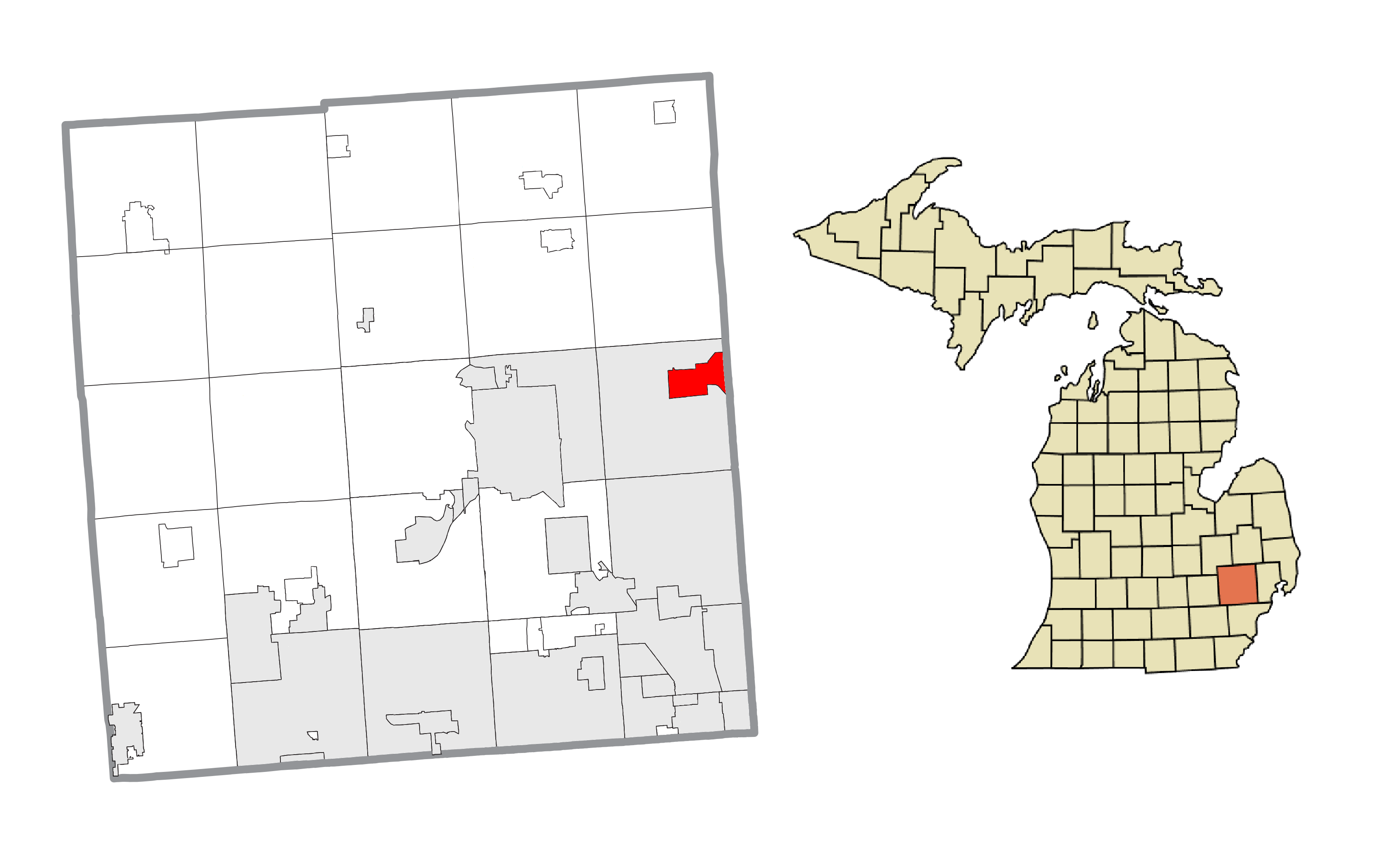

로체스터(Rochester)는 미국 미시간주 오클랜드군의 도시이다. 2010년 미국 인구 조사 기준 인구 수는 12,711명이다. 디트로이트시에서 북쪽으로 20마일 떨어진 메트로 디트로이트의 북쪽에 위치해 있다.

## 인구
| 인구조사              | 인구   | Note | %±    |
| --------------------- | ------ | ---- | ----- |
| 1880년                | 996    |      | —     |
| 1890년                | 900    |      | −9.6% |
| 1900년                | 1,535  |      | 70.6% |
| 1910년                | 1,516  |      | −1.2% |
| 1920년                | 2,549  |      | 68.1% |
| 1930년                | 3,554  |      | 39.4% |
| 1940년                | 3,759  |      | 5.8%  |
| 1950년                | 4,279  |      | 13.8% |
| 1960년                | 5,431  |      | 26.9% |
| 1970년                | 7,054  |      | 29.9% |
| 1980년                | 7,203  |      | 2.1%  |
| 1990년                | 7,130  |      | −1.0% |
| 2000년                | 10,467 |      | 46.8% |
| 2010년                | 12,711 |      | 21.4% |
| 2020년                | 13,035 |      | 2.5%  |
| U.S. Decennial Census |        |      |       |

## 저명한 출신
- 마돈나 - 로체스터힐스에서 성장한 아티스트
- 제나 크레이머 - 아티스트
- 엘모어 레너드 - 소설가
- 피터 밴더케이 - 수영인
- 제이슨 베리텍 - 야구 선수
- 디타 본 티즈 - 모델, 배우
- 에일린 워노스 - 연쇄살인자